# Spuikompark
Het Spuikompark is een park in Philippine.

## Geschiedenis
De spuikom hield verband met de aanleg van de Vergaertpolder, in 1884 voltooid werd. De spuikom werd geopend in 1900 en kwam mede tot stand op initiatief van de Visschersvereeniging. Bij de spuikom is nog een sluisje aanwezig. De bedoeling van de kom was om water te verzamelen en dat bij eb in de Braakman te spuien, welke toen nog in open verbinding met de Westerschelde stond. Tezelfdertijd werd ook het Philippinekanaal aangelegd. Er volgde een periode van bloei, totdat in de jaren 30 van de 20e eeuw de haven opnieuw begon te verzanden en de mosselvissers uitweken naar Terneuzen. Verdere tegenslagen waren de inbeslagname van de grootste vissersschepen tijdens de Tweede Wereldoorlog. Kort daarna, omstreeks 1950 tastte een parasiet de mosselbanken aan, waarop een aantal vissers zich op de Waddenzee gingen richten, en anderen in de industrie langs het Kanaal Gent-Terneuzen gingen werken. De afsluiting van de Braakman in 1952 betekende het definitieve einde van de mosselvisserij, en daarmee van de functie van de spuikom.

## Heden
De vissershaven werd tot een woonwijk omgevormd. In 1973 werd rond de Spuikom het Spuikompark aangelegd.
In 2009 bestonden plannen voor het bouwen van een woonzorgcentrum in het parkje, waardoor dit in zijn voortbestaan bedreigd zou worden. Dit is, mede door verzet van de bewoners, niet gebeurd. In 2011 kreeg het park een opknapbeurt.